# Liolaemus chungara
Liolaemus chungara — вид ігуаноподібних ящірок родини Liolaemidae. Ендемік Чилі. Описаний у 2014 році.

## Поширення і екологія
Liolaemus chungara мешкають на північному сході регіону Арика-і-Паринакота. Вони живуть на високогірних луках, місцями порослих чагарниками та серед скель. Зустрічаються на висоті від 3874 до 4583 м над рівнем моря.